# الجامعة المركزية في الإكوادور

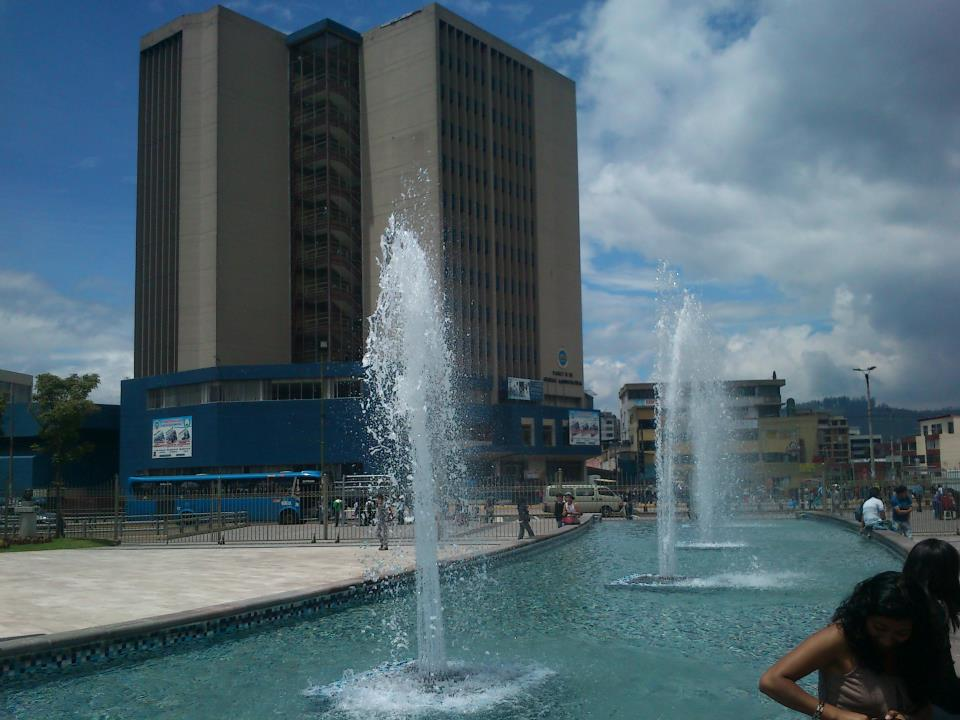
كلية العلوم الإدارية، الجامعة المركزية في الإكوادور

الجامعة المركزية في الإكوادور (بالإسبانية: Universidad Central del Ecuador)‏ هي جامعة حكومية تقع في كيتو بالإكوادور، وهي أقدم وأكبر جامعة في الإكوادور وواحدة من أقدم الجامعات في الأمريكتين. يزيد عدد الطلاب المسجلين في الجامعة المركزية في الإكوادور عن 10،000 طالب سنويًا.
تُعدُّ كلية الطب واحدة من الركائز الأساسية للجامعة المركزية في الإكوادور، وهي واحدة من أفضل الكليات في البلاد.

## نظام شبكة المكتبات في الجامعة المركزية في الإكوادور
الهدف من نظام شبكة المكتبات هو تسهيل الحفظ والنشر والوصول المجاني إلى موارد المعلومات العلمية والتكنولوجية والوثائقية والمادية والافتراضية، مع دعم تطوير التدريس والتعلم والبحث في عمليات الإنشاء والنقل، وإدارة المعرفة والاتصال مع المجتمع.

## الثقافة
الفرقة الوطنية المشتركة للموسيقى وأمريكا اللاتينية المُسمّاة (The Chakana)، هي مجموعة موسيقية تشكلت من خلال مبادرة ودعم من قسم الاتصال والثقافة في الجامعة المركزية في الإكوادور.
الإكوادور متعددة الثقافات والأعراق، وهي نقطة تحقيق من خلال التمثيل الموسيقي والرقص التقليدي. يرتبط هذا النوع من الرقص الشعبي ارتباطًا وثيقًا بالجذور الثقافية للمجتمع، الذي تتم ممارسته بشكل أكبر عن طريق توريث التقاليد من جيل إلى جيل.

## الكليات
- كلية العمارة والتعمير
- كلية الآداب
- كلية الإدارة
- كلية الزراعة
- كلية الهندسة الكيميائية
- كلية الاقتصاد
- كلية الهندسة والفيزياء والرياضيات
- كلية الجيولوجيا والتعدين والبيئة
- كلية الحقوق والعلوم السياسية والاجتماعية
- كلية الطب
- كلية طب الأسنان
- كلية علم النفس
- كلية الصيدلة
- كلية الفلسفة والتربية
- كلية الاتصال
- كلية الطب البيطري

## الفنون
يحتوي برنامج مدرسة الفنون في الجامعة على العديد من الفصول في الخزف والطباعة والفنون البصرية والفنون الجميلة، خاصة الرسم والرسم التوضيحي والفن التشكيلي والتصوير والنحت والتصميم الجرافيكي. تأسست مدرسة الفنون في عام 1967 وتقدم برامج ثانوية أو ما بعد الثانوية أو جامعية أو دراسات عليا في هذه المجالات. لديها برنامج جامعي في الفنون التشكليية والطباعة والنحت والخزف. كما تُقدم برامج في الفنون المسرحية خاصة المسرح والتمثيل. تعمل حاليا على تنفيذ برامج الموسيقى والرقص للدراسات الجامعية والدراسات العليا. وهي تتميز عن المؤسسات الأكبر التي قد تقدم أيضًا تخصصات أو درجات علمية في الفنون المرئية، ولكن فقط كجزء واحد من مجموعة واسعة من البرامج (مثل الفنون والعلوم). قد تكون مدرسة الفنون الجميلة في فرنسا هي النموذج الأول لمثل هذا التعليم المنظم، مما يخالف تقليد تعليم الماجستير عندما تم تشكيلها. تتبع مدرسة الفنون التابعة للجامعة المركزية في الإكوادور تقليدًا طويلاً في التعلم الأكاديمي لممارسة الفن منذ أن حلت محل مدرسة الفنون الجميلة في كيتو التي تأسست عام 1904، ومدرسة الفنون التي تأسست عام 1969.

## كلية الطب
تعد كلية الطب في الجامعة المركزية في الإكوادور واحدة من أقدم كليات الطب في الإكوادور التي تدرس الطب وتمنح درجة مهنية للأطباء والجراحين. مثل الدرجات الطبية.
.